# Paratachina obliqua
Paratachina obliqua là một loài ruồi trong họ Tachinidae.